# Avant-projet de statut d'autonomie de la Région valencienne de 1931
Pour les articles homonymes, voir Statut d'autonomie valencien.
L'avant-projet de statut d'autonomie de la Région valencienne de 1931 (titre original, en catalan : Avantprojecte d'Estatut de la Regió Valenciana) est un avant-projet de statut d'autonomie du Pays valencien publié en juillet 1931, au début de la Seconde République espagnole.

## Contexte et présentation générale
La chute de la dictature de Primo de Rivera suscite une ferveur régionaliste, spécialement en Galice et à Valence,.

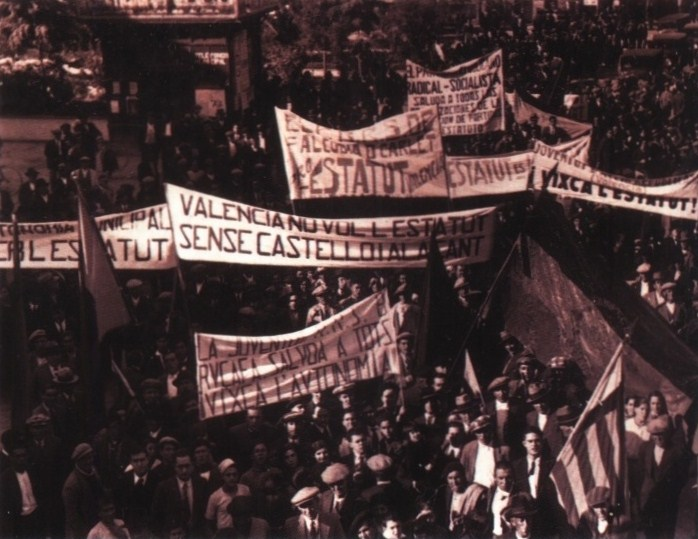
Manifestation en faveur du statut d'autonomie à Alzira en 1932.

L'avant-projet fut élaboré par une commission créée à l'initiative de l'ayuntamiento de Valence, dirigé par le maire Agustín Trigo, à l'initiative du Parti d'union républicaine autonomiste (PURA) et de la Droite régionale valencienne (DRV), avec une participation du Centre de culture valencienne. Rédigé en catalan, il comprenait 28 articles et une disposition transitoire.
Le texte donne une définition détaillée et exhaustive des compétences régionales.
Il concédait une grande importance aux municipalités, reconnaissait les provinces et était assez modéré dans ses prétentions. Cependant les noyaux PURA de Castellón et d'Alicante refusèrent de le soutenir parce qu'il était trop conservateur, ce qui provoqua des affrontements entre, d'une part, une « Conjonction pro-statut », qui rassemblait les valencianistes de l'Agrupació Valencianista Republicana (AVR) et la gauche républicaine, et d'autre part la DRV et le PURA.

## La question linguistique
Tout en donnant un caractère définitif à la « Région », composée des trois provinces « historiques » de l'ancien royaume de Valence, l'article 9 de son Titre IV envisageait la possibilité de créer une « mancommunauté » avec « d'autres territoires limitrophes dans des buts culturels et économiques ».
Il se démarque également des textes antérieurs, notamment le Projet de Mancommunauté valencienne de 1919, par l'introduction fondamentale de la « question linguistique » valencienne, un élément qui contraste singulièrement avec les postures antérieures du blasquisme, foncièrement anticatalanistes et opposées à toute introduction du valencien dans l'enseignement et dans la vie publique, ce qui le séparait en premier lieu du nationalisme valencien selon les termes employés par Félix Azzati lui-même en 1916,.
Le discours populiste du blasquisme, lequel prenait souvent pour cible la bourgeoisie catalane, l'avait d'ailleurs amené à défendre une posture singulière envisageant le « catalan » comme un dialecte du valencien, et non l'inverse comme les milieux académiques et culturels le considéraient généralement,,.
L'article 2 du Titre II définit ainsi la « langue valencienne » comme officielle de la région avec le castillan, « chacune pouvant [...] être utilisée de façon indistincte ».
Le même titre définit que le castillan doit être utilisé dans les relations officielles avec l'État central et avec les autres régions. De façon ambiguë, le texte condamne ensuite un processus de « dévalencianisation » qu'il entend contrer, pouvant être interprétée dans le sens d'une revalorisation de la langue régionale par rapport au castillan comme d'une volonté de mettre fin aux initiatives de collaboration avec les institutions culturelles catalanes qui avaient été menées au cours des années antérieures.
Plusieurs articles du Titre IV mettent en avant une volonté de considérer à égalité castillan et valencien dans l'enseignement.

## Promotion et échec
Le texte du statut fut présenté le 11 juillet 1931.
L'initiative, contrôlée en premier lieu par le PURA, fut néanmoins source de tensions à cause d'une certaine duplicité, avec des motivations électoralistes, dont ce parti fit preuve autour de la question autonomique valencienne, dont l'avancée se trouva retardée. De fait, « ce texte fut perçu comme une manœuvre politique davantage destinée à bénéficier au mouvement blasquiste » en renforçant son hégémonie dans la province de Valence « qu'à satisfaire les aspirations régionalistes d'une majorité de Valenciens », l'initiative étant reçue avec beaucoup de tiédeur dans les deux autres provinces.
Le 24 octobre 1932, l'ayuntamiento et la députation de Valence émirent un communiqué à destination des maires de la province afin de « résoudre le palpitant problème de notre Statut valencien ». Le 1er novembre 1932 une assemblée de la majorité des maires convoqués, représentants environ 200 communes, se prononcèrent en faveur de la désignation d'une nouvelle commission de rédaction du statut d'autonomie et l'organisation de manifestations de soutien au processus dans toute la province, qui ont effectivement lieu entre février et juin 1933 à Xàtiva, Ontinyent, Gandia, Sagonte, Albaida, Chelva, Sueca, Requena, Torrent, Chiva, Carlet, Villar del Arzobispo, Enguera, Ayora, Alberic, Llíria et Alzira, illustrant le notable soutien populaire apporté à l'initiative. La Conjonction pro-statut s'exprima ensuite pour une extension du processus à l'ensemble de la région et organisa un unique rassemblement à Alzira le 27 novembre en faveur de l'autonomie, qui rassembla entre 10 et 15 000 personnes et rencontra un grand écho.
Néanmoins, l'opposition des forces dominantes dans les institutions et la victoire de la CEDA aux élections générales de 1933 et les tensions suscitées autour d'un courant du valencianisme « totalitaire » mirent fin à la campagne en faveur du statut au cours du deuxième biennat de la Seconde République espagnole,.
Le travail reprit en février 1936, après la victoire du Front populaire aux élections générales de cette même année, avec le soutien des trois députations provinciales et des principales mairies. En avril 1936, Angelí Castanyer, membre du Partit Valencianista d'Esquerra et adjoint au maire de Valence, entama à nouveau des discussions avec les maires de Castellón de la Plana et d'Alicante ; le 16 juillet, une commission pro-statut fut créée à Castellón, qui prévoyait l'organisation un référendum en septembre.[source insuffisante]
Le débat sur le Statut fut interrompu par le début de la guerre civile, qui prit par surprise le mouvement valencianiste en plein essor, et les événements révolutionnaires survenus dans toute l'Espagne,.